# Białka (województwo zachodniopomorskie)
Białka – osada w Polsce położona w województwie zachodniopomorskim, w powiecie szczecineckim, w gminie Biały Bór, 1 km na wschód od drogi krajowej nr 20 ze Stargardu do Gdyni.
Do 1971 roku w granicach miasta Biały Bór.
W latach 1975–1998 wieś należała do woj. koszalińskiego.
Inne miejscowości o nazwie Białka: Białka